# Jacob Lurie
Jacob Alexander Lurie est un mathématicien américain né le 7 décembre 1977 à Washington. Il est professeur à l'Institute for Advanced Study.

## Biographie
Lors de ses études secondaires, Jacob Lurie participe aux Olympiades internationales de mathématiques, où il remporte la médaille d'or avec la note maximale en 1994. En 1996, il obtient la première place au concours Intel Science Talent Search et fait la une du Washington Times. Il obtient une licence en mathématiques à Harvard en 2000 et reçoit la même année le prix Morgan pour sa thèse de premier cycle sur les algèbres de Lie.
Il obtient le titre de docteur en mathématiques du Massachusetts Institute of Technology sous la supervision de Michael J. Hopkins, en 2004 pour sa thèse portant sur la géométrie algébrique dérivée. En 2007, il devient professeur associé au MIT et en 2009, professeur à Harvard.

## Œuvre mathématique
Jacob Lurie s’intéresse d'abord à la logique et à la théorie des nombres surréels, alors qu'il est encore au lycée. Il est surtout connu pour ses travaux, commencés avec sa thèse, sur les quasi-catégories et la géométrie algébrique dérivée. La géométrie algébrique dérivée est un moyen d’introduire les méthodes homotopiques en géométrie algébrique visant deux objectifs : approfondir la géométrie algébrique (par exemple la théorie de l'intersection) et utiliser les méthodes de géométrie algébrique en théorie de l'homotopie stable. C’est sur ce dernier domaine que porte le travail de Jacob Lurie sur la cohomologie elliptique. Les infini-catégories (sous la forme des quasi-catégories de Joyal) fournissent un cadre pratique pour faire de la théorie de l'homotopie dans des contextes abstraits. Elles constituent le sujet principal de son livre Higher Topos Theory.
Un autre volet du travail de Lurie se retrouve dans son article sur la théorie des corps topologiques, où il esquisse une classification de la théorie des corps étendue en utilisant le langage des quasi-catégories (hypothèse du cobordisme). En collaboration avec Dennis Gaitsgory, il utilise la dualité non abélienne de Poincaré dans un cadre de géométrie algébrique, pour prouver la formule de masse de Smith–Minkowski–Siegel (en) pour les corps de fonctions.
Jacob Lurie est l'un des lauréats du Breakthrough Prize in Mathematics en 2014, « pour ses travaux sur les fondements de la théorie des catégories supérieures et de la géométrie algébrique dérivée, pour la classification des théories quantiques topologiques pleinement étendues et pour son interprétation de la cohomologie elliptique dans le cadre des espaces de modules ». Il reçoit également un prix MacArthur « Genius Grant » en 2014.

## Publications
- Jacob Lurie (2009), Higher Topos Theory, Annals of Mathematics Studies, 170, Princeton University Press,  (ISBN 978-0-691-14049-0), présentation en ligne

- Derived Algebraic Geometry, partie 1–6, Dissertation & Preprints 2007-2009, en ligne
- On the classification of topological field theories, Preprint 2009, présentation en ligne
- Higher Algebra, Preprint, 2017, en ligne